# Szilágyi Sándor (református lelkész)
Szilágyi Sándor (Bihardiószeg, 1912. április 2. – Nagyszalonta, 1997. június 10.) erdélyi református lelkész, emlékíró.

## Életútja
Középiskoláit Nagyváradon végezte, majd lelkészi diplomát szerzett a kolozsvári Református Teológián. Mint pankotai lelkészt tartóztatták le 1958-ban, s a Bethania mozgalom nagyváradi csoportjának perében ítélték el 20 évre. Börtönéveit Nagyváradon és Szamosújváron, majd a Brăilai Nagysziget több kényszermunkatáborában töltötte. 1964-ben a kegyelmi rendelet alapján szabadult. Utána Hiripen, majd helyettes lelkészként Bősházán szolgált.

## Börtönemlékei gyűjteményes kötetben
- Akik imádkoztak üldözőikért: börtönvallomások, emlékezések. I. Kolozsvár, 1996. 279–282.

## Kötetben
Visszaemlékezéseit Boldog rabságom címmel először vélhetően a hetvenes évek végén egy kanadai református gyülekezet adta ki, majd 1986-ban Münchenben a Novum kiadó magyar-német kétnyelvű kiadásában jelent meg. A 2. átdolgozott kiadása 1997-ben, a 3. kiadása 2015-ben jelent meg Kolozsvárt a Koinónia kiadó gondozásában. Románul Fericita mea robie címmel, Domnica Iovin fordításában, Nagyváradon, 2004-ben adták ki.